# Saksi (Fernsehsendung)
Saksi ist eine Nachrichtensendung des philippinischen Rundfunksenders GMA Network und wird montags bis freitags um 23:05 Uhr ausgestrahlt. Es ist die am längsten laufende Nachrichtensendung des Senders.

## Moderatoren

### Aktuelle Moderatoren
- Arnold Clavio (seit 2004)
- Pia Arcangel (seit 2014)

### Ehemalige Moderatoren
- Mike Enriquez (1995–1998, 1999–2004)
- Karen Davila (1995–1998)
- Mel Tiangco (1996–1999)
- Jay Sonza (1998–1999)
- Luchi Cruz-Valdes (1998–1999)
- Vicky Morales (1999–2014)